# Національний природний парк «Громоклійський»
Національний природний парк «Громоклійський» — проєктований національний природний парк в межах Єланецької селищної територіальної громади, Сухоєланецької сільської територіальної громади, Привільненської сільської територіальної громади Миколаївської області в басейні річки Громоклія та Інгул. Площа проєктованого національного природного парку складає понад 8335 га.